# Пероз II
Пероз II (пехл. 𐭯𐭩𐭫𐭥𐭰; д/н — 631) — шахіншах Сасанідської імперії в 630—631 роках.

## Життєпис
Його рід є дискусійним. Син Мах-Адхура Ґушнаспа, вузург фрамадара (першого міністра), і Кахардухт (Чагардухт), доньки Яздандада і онуки шахіншаха Хосрова I. При народженні звався Ґушнасп-Бандех. Відомостей про нього обмаль. Наприкінці 630 року частина знаті привезла його з Мешиха до Ктесифонту, де оголосила володарем на противагу Азармедохт. 
Він випустив срібні монети, на яких він носить корону Хосрова II з легендою «ПІРУЧІ АФЗУТ», тобто «Пероз, що роздає процвітання». Його панування тривало близько 2 місяців. На початку 631 року повалений та страчений. 
На півдні шахіншахом було оголошено брата загиблого Хосров IV, против якого виступила частина аристократії, яка виснула Фаррухзада.